# Ergativsprache
Ergativität (zur Wortherkunft siehe den Artikel Ergativ) ist in der Sprachwissenschaft ein System der Kasusmarkierung von Satzteilen, das im Gegensatz zu einem Nominativ-Akkusativ-System steht. In einem Ergativsystem steht das Subjekt des transitiven Satzes in einem herausgehobenen, speziellen Kasus, eben dem Ergativ, während im Kontrast dazu beide anderen Funktionen, also transitives Objekt und intransitives Subjekt einen anderen Kasus, Absolutiv, tragen. Im Unterschied dazu steht in einer Akkusativsprache wie dem Deutschen das transitive und das intransitive Subjekt stets in demselben Kasus, dem Nominativ (Beispiel: Der Mann geht – Der Mann sieht den Hund). Hier ist es dann das Objekt des transitiven Satzes, das einen speziellen Kasus trägt.
Ergativität wirft Fragen nach der Allgemeingültigkeit des Begriffs „Subjekt“ auf; die betreffenden Sprachen sind bei genauerer Analyse jedoch grammatisch uneinheitlich, sodass Effekte einer Kategorie „Subjekt“ in solchen Sprachen in unterschiedlichem Maß gefunden werden können.
Durchgängige Ergativität ist selten; häufiger ist gespaltene Ergativität. Der Begriff Ergativsprache erhält dadurch eine Mehrdeutigkeit. Im weiteren Sinn bezeichnet er jede Sprache, in der das Phänomen der Ergativität vorkommt. Dazu zählen etwa Grönländisch und andere Eskimosprachen, Baskisch, Georgisch, Sumerisch, Zazaisch, Kurmandschi, Paschtu, Burushaski, Hindi/Urdu, Tibetisch und Dyirbal (eine australische Sprache). Im engeren Sinn der relationalen Sprachtypologie bezeichnet er nur Sprachen, die außerdem keine Konstruktionen enthalten, die einem anderen Typus zugeordnet sind. So werden im World Atlas of Language Structures Grönländisch und Burushaski als Ergativsprachen klassifiziert, Baskisch und Georgisch als Aktivsprachen und Hindi als dreigeteilt (Ergativ-Akkusativ-Sprache).

## Morphologische Ergativität
Ergativ-Sprachen verwenden für das Subjekt eines intransitiven Verbs und das Patiens eines transitiven Verbs denselben grammatikalischen Fall, der Absolutiv genannt wird und insofern dem Nominativ in Akkusativsprachen entspricht, als er meistens unmarkiert bleibt. Für das Agens, also das handelnde Subjekt, von transitiven Verben wird ein anderer Fall verwendet, nämlich der Ergativ.
Ein Beispiel für Ergativität im Baskischen:
Ume-a erori da.
Kind-def.abs.sg fallen-prf.3sg
„Das Kind ist hingefallen.“
Emakume-ak gizon-a ikusi du.
Frau-def.erg.sg Mann-def.abs.sg sehen-prf.3sg
„Die Frau hat den Mann gesehen.“
Man könnte dieses System auch veranschaulichen, indem man eine Variante des Deutschen erfindet, in der eine Endung -u für den Absolutiv an einem Substantiv existiert, und eine Endung -o für den Ergativ. Sätze in einem solchen „Ergativ-Deutsch“ sähen dann so aus:
Kind-u ist hingefallen
und:
Frau-o hat Kind-u gesehen.

### Ergativisches Schema in Bezug auf semantische Rollen
|                          | Agens     | Patiens     |
| ------------------------ | --------- | ----------- |
| bivalent-transitiv       | Ergativ   | Absolutiv   |
| monovalent (intransitiv) | Absolutiv | (Absolutiv) |

Zur Spalte Patiens: hier soll „Absolutiv“ die Ergativ-Akkusativ-Sprachen und „(Absolutiv)“ die Aktivsprachen ausschließen.
Ergativische Konstruktion und Nominativ-Akkusativ-Konstruktion im Vergleich:
|                            | Transitiv Subjekt (Agens) | Transitiv Objekt (Patiens) | Intransitiv Subjekt |
| -------------------------- | ------------------------- | -------------------------- | ------------------- |
| Ergativ-Absolutiv-Schema   | Ergativ                   | Absolutiv                  | Absolutiv           |
| Nominativ-Akkusativ-Schema | Nominativ                 | Akkusativ                  | Nominativ           |

## Syntaktische Ergativität
Einige Sprachen, die über morphologische Ergativität verfügen, weisen zusätzlich syntaktische Ergativität auf.
In Ergativsprachen ohne syntaktische Ergativität ist – genau wie in Akkusativsprachen – das Subjekt stets das Agens transitiver Verben und das einzige Argument intransitiver Verben. In Sprachen mit syntaktischer Ergativität hingegen ist das „Subjekt“ das Argument, das im Absolutiv steht, also das Patiens transitiver und das einzige Argument intransitiver Verben. Meistens jedoch tritt syntaktische Ergativität nur in einigen Konstruktionen auf, in den übrigen verhält sich die Sprache akkusativisch.
Sichtbar wird syntaktische Ergativität zum Beispiel bei der  Satzverbindung der Teilsätze: Ergativsprachen folgern auf ein fehlendes Argument im Absolutiv. Im Deutschen interpretieren wir den Satz „Der Schüler sah die Lehrerin und ging weg“ als „Der Schüler sah die Lehrerin und der Schüler ging weg“. Hingegen würde in Ergativsprachen das absolutive Argument des ersten Satzteils als Subjekt des zweiten, intransitiven Verbs angenommen. „Der Schüler (ERG) sah die Lehrerin (ABS) und ging weg“ wird interpretiert als „Der Schüler (ERG) sah die Lehrerin (ABS) und die Lehrerin (ABS) ging weg“. Ein Satz dieser Art kann bei Muttersprachlern einer bestimmten Sprache als Test dienen, um herauszufinden, ob die betreffende Sprache syntaktisch eine Ergativ- oder eine Akkusativsprache ist.
Sprachen mit syntaktischer Ergativität sind beispielsweise Archi, Baskisch, Warlpiri und Tschuktschisch (optional).
Ergativsprachen verfügen im Allgemeinen über keine Passivformen. Sie haben aber ein Antipassiv, wobei das direkte Objekt gelöscht wird und das Subjekt vom Ergativ in den Absolutiv wechselt, das heißt, das Verb wird intransitiv.

## Gespaltene Ergativität
Gespaltene Ergativität bzw. Split-Ergativität tritt in Sprachen auf, die außer dem Ergativmuster noch ein weiteres Ausrichtungsmuster verwenden.
Dies kann entweder von der Verbform abhängen wie beispielsweise im Georgischen oder im Zazaischen (hier verlangen bestimmte Tempora Ergativ-, andere Akkusativmarkierung), oder es richtet sich nach den Argumenten des Verbs wie im Dyirbal, wo Pronomen ein Akkusativ- und Nomen ein Ergativmuster zeigen (s. auch Belebtheitshierarchie), oder im Inuktitut und anderen Eskimosprachen, wo nach Definitheit differenziert wird. Auch das Sumerische ist ein Beispiel für gespaltene Ergativität.
Beispiel Georgisch:
ბავშვი მღერის
bawschw-i mgher-is
Kind-nom.sg singen-prs.3sg
‚das Kind singt‘
ბავშვმა იმღერა
bawschw-ma i-mgher-a
Kind-erg.sg aor-singen-3sg
‚das Kind hat gesungen‘
Beispiel Inuktitut:
ᐊᖑᑦ ᓇᓄᕐᒥᒃ ᑕᑯᔪᖅ
angut nanur-mik taku-juq
Mann[abs.sg] Eisbär-ins.sg sehen-3sg
‚der Mann sieht einen Eisbären‘
ᐊᖑᑎᐅᑉ ᓇᓄᖅ ᑕᑯᔭᖓ
angut(i)-up nanuq taku-janga
Mann-erg.sg Eisbär-[abs.sg] sehen-3sg>3sg
‚der Mann sieht den Eisbären‘
Georgisch kennt allerdings zudem unakkusativische Strukturen, weshalb diese Sprache – wie auch Baskisch – im WALS als Aktivsprache klassifiziert wird.
Auch einige indoiranische Sprachen wie Paschtu (in Afghanistan), Hindi/Urdu, Kurmandschi-Kurdisch verwenden in den Zeiten der Präsensgruppe Akkusativkonstruktionen, in denen der Perfektgruppe dagegen Ergativkonstruktion. Dies geht darauf zurück, dass das Partizip Perfekt bei transitiven Verben passivische Bedeutung hat, bei intransitiven natürlich aktivische. Das kennen wir vom Deutschen: „gesehen“ wird passivisch verstanden, im Gegensatz zu „gegangen“. So bildet man das Perfekt im Hindi wie im Deutschen als „Anita ist gegangen“ (Anītā gaī hai, wörtlich Anita gegangen ist). Würde man sagen „Anita ist gesehen“, so würde das in beiden Sprachen passivisch verstanden (Hindi: Anītā dekhī hai). Daher sagt man im Deutschen „Anita hat ein Haus gesehen“. Hindi verwendet keine Konstruktion mit einem anderen Hilfsverb, sondern stattdessen „durch Anita ist ein Haus gesehen“, auf Hindi: Anītā ne ghar dekhā hai. Das ā von dekhā ist eine Maskulinendung, weil sich dekhā (gesehen) auf ghar (Haus) bezieht, nicht auf Anita.
Ist aber das Patiens (Objekt) bestimmt, so zeigt sich, dass Hindi und Urdu auch einen Akkusativ verwenden (die Verbalendung -ā ist dann unpersönlich):
लड़के ने एक औरत देखी है/لڑکے نے ایک عورت دیکھی ہے
laṛke -ne ek aurat dekh-ī hai
Junge-erg.sg eins Frau-∅ sehen-ptcp.f aux.3sg
‚(der) Junge hat eine Frau gesehen‘
लड़के ने औरत को देखा है/لڑکے نے عورت کو دیکھا ہے
laṛke -ne aurat -ko dekh-ā hai
Junge-erg.sg Frau-acc sehen-ptcp aux.3sg
‚(der) Junge hat die Frau gesehen‘
Deshalb ist Hindi im WALS als dreigeteilt (Ergativ-Akkusativ-Sprache) klassifiziert.